# Висвітлення у Вікіпедії пандемії коронавірусної хвороби 2019

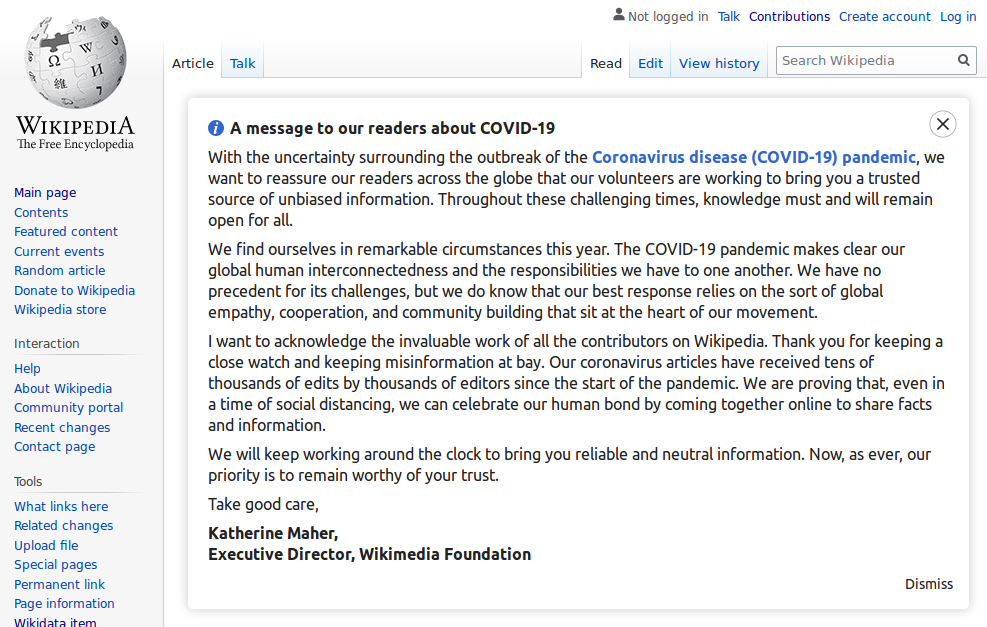
Повідомлення у березні 2020 року для читачів англійської Вікіпедії про COVID-19, написане Кетрін Мар, тогочасним виконавчим директором Фонду Вікімедіа.

Пандемія коронавірусної хвороби 2019 висвітлюється у Вікіпедії широко, в режимі реального часу та дуже багатьма мовами. Це висвітлення стосується й багатьох детальних статей про різні аспекти самої теми пандемії, а також на багато інших статей, які часто змінюються з урахуванням впливу пандемії на об'єкти цих статей. Висвітлення пандемії у Вікіпедії та інших проектах Вікімедіа і те, як спільнота волонтерів-редакторів проводила це висвітлення, привернула широку увагу засобів масової інформації завдяки своїй всеохопності, надійності та швидкості.

## Вікіпедія

Одна з кількох інфографік, наданих Всесвітньою організацією охорони здоров'я для Вікіпедії; які стосуються теорій змови про 5G.

У середині березня 2020 року Ноам Коен з видання «Wired» сказав, що робота редакторів над статтями, пов'язаними з пандемією, продемонструвала, «що у Вікіпедії також розвинулось сумління». Коен описав, чим зусилля Вікіпедії по боротьбі з дезінформацією щодо пандемії, відрізняються від зусиль деяких інших великих веб-сайтів, і висловив таку думку: «Якщо Twitter, Facebook та інші сайти не зможуть навчитися ефективніше боротися з дезінформацією, Вікіпедія залишиться останнім найкращим місцем в Інтернеті».
Під час пандемії COVID-19 кількість читачів Вікіпедії збільшилася. За даними видання «Dawn», станом на квітень 2020 року, відколи в грудні 2019 року з'явилися повідомлення про випадки нової хвороби в Ухані, редактори Вікіпедії в середньому вносили 163 редагування на годину на сторінках, пов'язаних з пандемією). Станом на листопад 2021 року на 188 мовах Вікіпедії було створено майже 7 тисяч вікіпедійних статей, пов'язаних з пандемією.
У своїй статті «Чому Вікіпедія має імунітет до коронавірусу» Омер Бенджакоб з газети «Гаарец» написав: «Вікіпедія увійшла, щоб надати допомогу. Частково вона стала доступним джерелом інформації про COVID-19». Редактори електронної енциклопедії старанно працювали, щоб видалити дезінформацію щодо пандемії. Всесвітня організація охорони здоров'я повідомила, що співпрацює з Фондом Вікімедіа для забезпечення вільного ліцензування своєї інфографіки та інших матеріалів про COVID-19, щоб допомогти в боротьбі з дезінформацією, пов'язаною з COVID-19, і планує зробити аналогічно в майбутньому для інших інфекційних захворювань.
За словами речника Фонду Вікімедіа Шанталь Де Сото станом на кінець липня 2020 року понад 67 тисяч редакторів співпрацювали, щоб створити понад 5 тисяч статей про COVID-19 та його численні наслідки у Вікіпедії 175 різними мовами. Професор Інформаційної школи Університету Вашингтону Джевін Вест у серпні 2020 року сказав, що Вікіпедія справляється з COVID-19 «загалом досить добре». У січні 2021 року BBC зауважила, що в 2020 році сотні редакторів Вікіпедії висвітлювали майже всі аспекти пандемії.
У червні 2021 року Джексон Райан з інформаційного сайту CNET повідомив про «тривалу війну» у Вікіпедії у зв'язку з гіпотезою про лабораторне походження COVID-19. Повідомлялося, що деякі редактори були спіймані на створенні облікових записів-ляльок, щоб підтвердити власну точку зору, та проштовхнути додавання до статті сумнівних джерел. Повідомляється, що інші редактори висловлювали занепокоєння щодо можливого втручання представників органів влади Китаю, які зуміли закрити обговорення цієї гіпотези без підведення остаточного підсумку.
У серпні 2021 року співзасновник Вікіпедії Джиммі Вейлс написав в «Al Jazeera»: «Коли пандемія COVID-19 змінила життя, яке ми знаємо, редактори-добровольці у Вікіпедії діяли в режимі реального часу, щоб боротися з дезінформацією та забезпечити доступ світу до науки на основі ресурсів охорони здоров'я на 188 мовах і на всіх континентах. Завдяки відкритій децентралізованій моделі вікіпедісти створили незрівнянну кількість точного контенту, що рятує життя».
Одне з досліджень показало, що висвітлення у Вікіпедії пандемії COVID-19 під час першої хвилі з січня по травень 2020 року посилалося на надійні медіа-джерела та високоякісні академічні дослідження. Інше дослідження показало, що трафік Вікіпедії, як правило, відповідав інтенсивності інших дискусій про COVID-19 у медіа та суспільстві, а не поточній і стабільній тяжкості пандемії.

### Вікіпедія англійською мовою

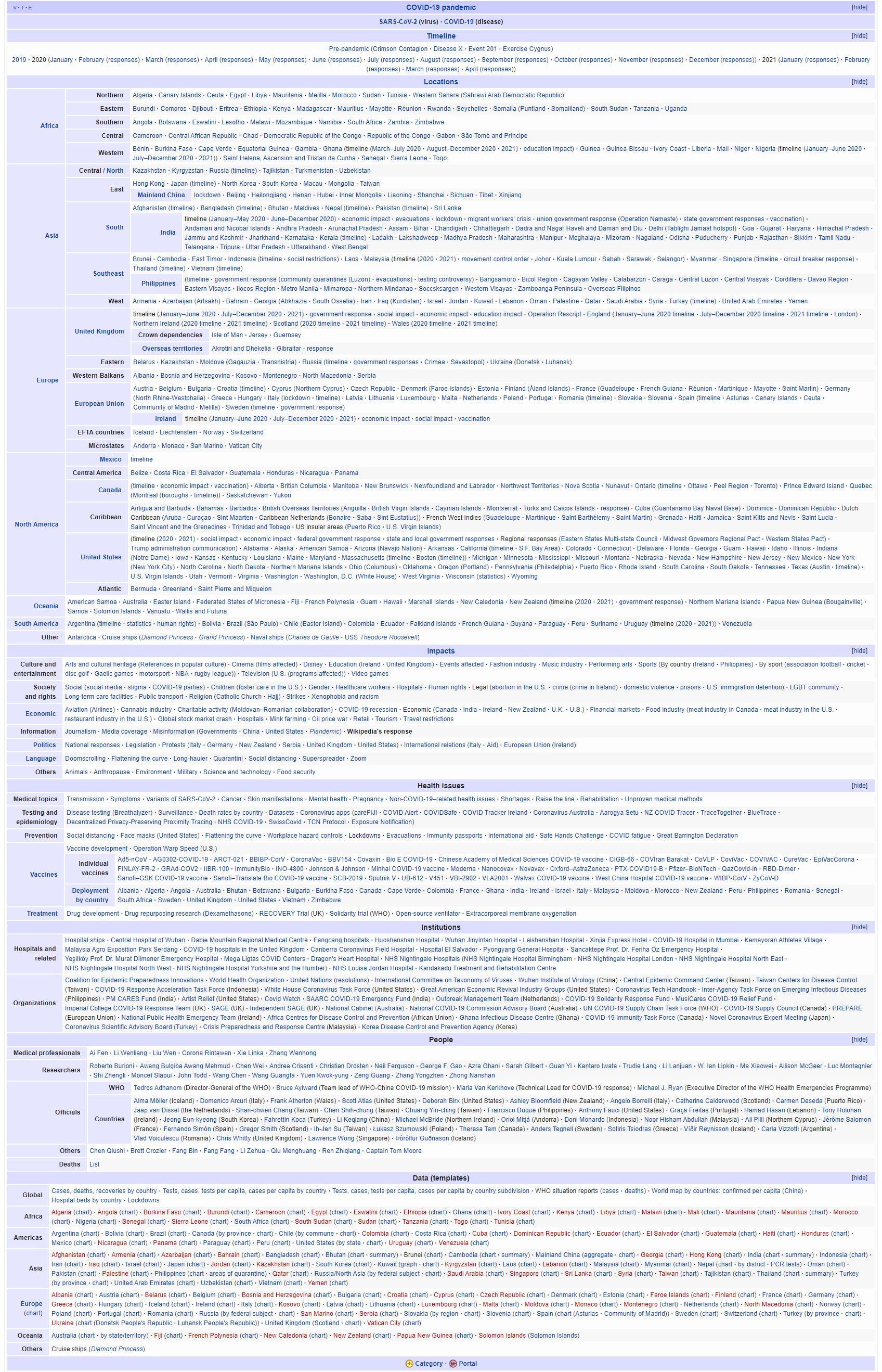
Знімок екрана в англійській Вікіпедії, що відображає список статей, пов'язаних з пандемією COVID-19, станом на 3 квітня 2021 року

За рік після свого першого створення основна стаття Вікіпедії про пандемію COVID-19 англійською мовою стала 4-ю за кількістю переглядів статтею на веб-сайті за весь час існування Вікіпедії із майже 32 тисячами вхідних посилань на неї з інших статей.
Стаття в англомовній Вікіпедії «Спалах пневмонії в Китаї 2019—2020», яка перетворилася на основну статтю англійської Вікіпедії про пандемію, була створена 5 січня 2020 року користувачем з Китаю. Згодом у Вікіпедії були створені статті про SARS-CoV-2 та «Коронавірусна хвороба 2019». До 9 лютого основну статтю відредагували понад 6500 разів приблизно 1200 редакторів, а шість основних статей Вікіпедії про пандемію переглянули понад 18 мільйонів разів. Іншими статтями про пандемію, що з'явились раніше, були поширення пандемії за країнами та територіями, хронологію пандемії, а також про ксенофобію та расизм під час пандемії. Сторінки Вікіпедії про вживання кажанів у їжу, бренд пива «Corona», тяжкий гострий респіраторний синдром та Ухань також стали частіше редагувати. Розділ «Поточні події» головної сторінки англійської Вікіпедії отримав спеціальний розділ із посиланнями на важливу інформацію про пандемію COVID-19.
Протягом поширення пандемії редактори Вікіпедії працювали, щоб не відставати від потоку нової інформації та дезінформації, яка додавалася на сайт. Інформація з Вікіпедії була використана для створення візуалізації даних і поширювалася в Reddit, Twitter та інших платформах соціальних мереж. До 19 березня 2020 року понад 2100 редакторів додали доповнення до основної статті про пандемію.

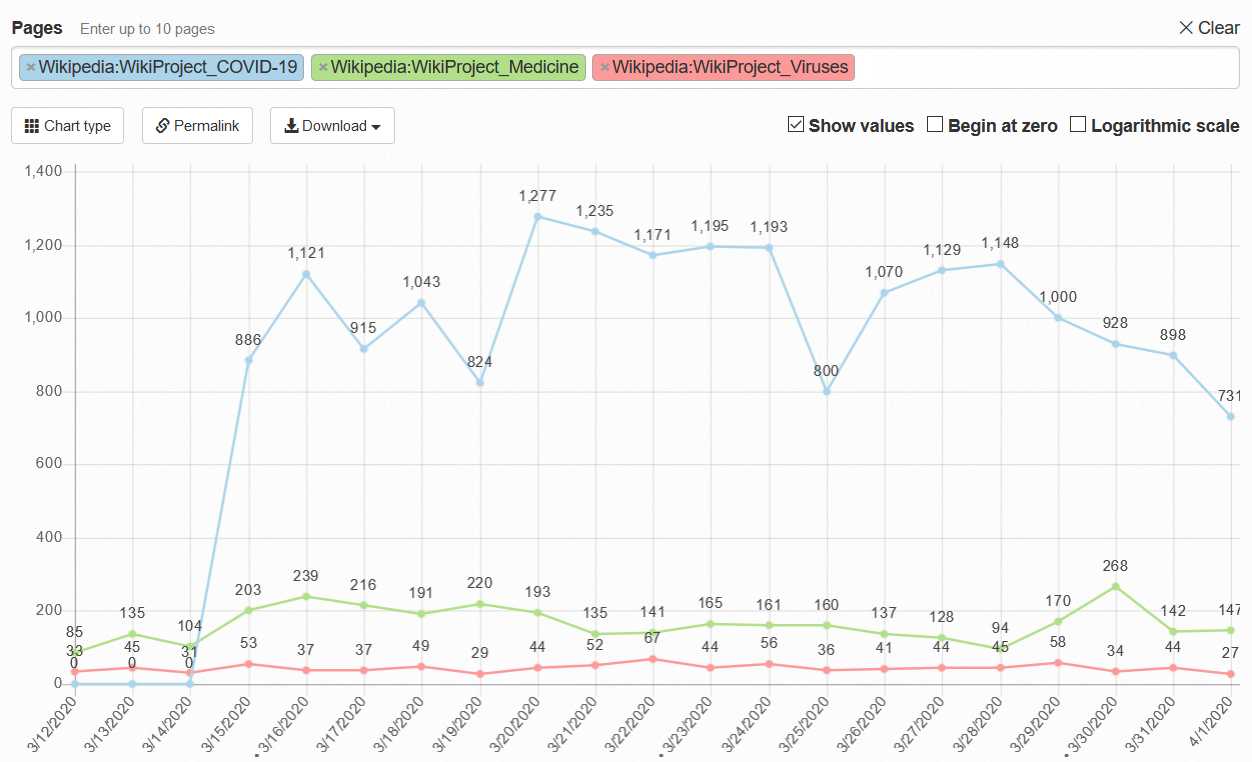
Кількість переглядів вікіпроєкту «COVID-19», вікіпроєкту «Медицина» та вікіпроєкту «Віруси» англомовної Вікіпедії протягом березня 2020 року

У середині березня 2020 року один з редакторів англомовної Вікіпедії створив вікіпроєкт «COVID-19», присвячений хворобі та пандемії. Волонтери працювали над перекладом коротких статей у Вікіпедії іншими мовами. Станом на 24 березня у вікіпроєкті було 90 учасників. Учасники вікіпроєкту «Медицина», включно Джеймса Гейлмана, також працювали над покращенням охоплення COVID-19. У травні 2020 року Гейлмана представляли на випуску новин CBS Morning News.
Адміністратори англомовної Вікіпедії спочатку видалили, а пізніше відновили статтю під назвою спалах коронавірусної хвороби в громаді Джамаат Табліг у Делі, яка, за словами співзасновника проекту Джиммі Вейлса, «була неймовірно погано написана і зовсім не мала джерел». Вейлз відповів на звинувачення в твіттері, заявивши, що Вікіпедія не приймає плату за видалення статті.
Сплески популярності статей про пандемію відображали значні зміни в поширенні хвороби. Стаття «Коронавірусна хвороба 2019 у Пакистані» з'явилась наприкінці березня, і тоді її щоденно переглядали становили від 80 до 100 тисяч разів; стаття посіла 72-е місце в рейтингу найбільш читаних сторінок місяця. На початку квітня проекти Вікімедіа отримали 673 мільйони переглядів сторінок за добу, що стало найвищим показником за 5 років. На той час англомовна Вікіпедія мала 283 статті про COVID-19, основна стаття мала понад 17 тисяч редагувань та 20 мільйонів переглядів. До 23 квітня 2020 року статті про пандемію набрали 240 мільйонів переглядів, а сторінка про дезінформацію, пов'язану з пандемією, отримувала в середньому 14 тисяч переглядів на день.
Дослідження, проведене в листопаді 2021 року, показало, що кількість редагувань англійської Вікіпедії зросли на 20 % через карантинні обмеження, спричинені пандемією COVID-19.

### Німецька вікіпедія
У німецькій Вікіпедії налічується кілька сотень статей про пандемію COVID-19. Редактори німецькомовної енциклопедії почали писати про пандемію в січні 2020 року, коли спалах хвороби у Китаї почав поширюватись по світу. Станом на березень 2020 року основну статтю про пандемію та інформацію про поширення хвороби в Німеччині переглянули приблизно 150 тисяч та 100 тисяч разів на день відповідно.

### Вікіпедії мовами Індії

Логотип вікіпроєкту про COVID-19 у Вікіпедії мовою урду

До 27 березня 2020 року у Вікіпедії з'явилась інформація про COVID-19 9 індійськими мовами: арабською, бенгальською, бходжпурі, гінді, каннада, малаялам, тамільською, телугу та урду. Підрозділ вікіпроєкту «Медицина» SWASTHA (акронім від «Special Wikipedia Awareness Scheme for the Healthcare Affiliates»), який співпрацює з Університетом Джонса Гопкінса, міністерством охорони здоров'я та сімейного благополуччя Індії та Національною службою охорони здоров'я, а також Всесвітньою організацією охорони здоров'я, для покращення охоплення інформацією про пандемію.
Станом на 23 квітня 2020 року статтю у Вікіпедії на урду про COVID-19 переглянули понад 12 тисяч разів. Розвиток висвітлення Вікіпедії про COVID-19 привів до широкого обговорення в індійському суспільстві щодо висвітлення Вікіпедією інших тем.

### Японська Вікіпедія
У японській Вікіпедії налічувалось понад 100 статей Вікіпедії про пандемію . Стаття Вікіпедії «Абеномаска» привернула увагу через запит на її видалення. Цим словом назвали багаторазові тканинні маски, запроваджені в країні згідно програми уряду. Частина користувачів вважали, що така назва є образою для Сіндзо Абе, інші вважали, що це не є образою, і показали використання цього слова в консервативній та правій газеті «Санкей Сімбун». У підсумку спільнота японських вікіпедистів вирішила, що цю статтю не слід видаляти.

### Іспанська Вікіпедія
Основна стаття про пандемію в іспанській Вікіпедії була створена редактором з Коста-Рики 19 січня 2020 року. До середини квітня у статті було зроблено понад 5 тисяч, у ній було 350 посилань на інші статті, і вона мала понад 5 мільйонів переглядів. На той момент статтю редагували приблизно 175 редакторів, і вона мала в середньому 80 тисяч переглядів на день.

### Українська Вікіпедія
В українській Вікіпедії основна стаття про пандемію з'явилась 20 січня 2020 року під назвою «Спалах нового коронавірусу 2019—2020». 11 березня 2020 року після заяви ВООЗ її перейменували на «Пандемія коронавірусної хвороби 2019», яку назву вона має й натепер. До її створення долучились понад 130 редакторів україномовної Вікіпедії. 2 лютого 2020 року створена сторінка безпосередньо про саму коронавірусну хворобу, її автором став професор-інфекціоніст Шкурба Андрій Вікторович, і вона стала першою статтею про цю хворобу серед усіх мовних розділів Вікіпедії (зокрема, стаття в англомовній Вікіпедії з'явилась лише 5 лютого), до її створення протягом року долучились загалом 70 користувачів. 10 березня 2020 року, спочатку в особистому просторі, а 11 березня в основному просторі, з'явилась стаття про перебіг епідемії в Україні. Поступово в українській Вікіпедії з'явились статті про перебіг епідемії в усіх країнах світу. Протягом року в українській Вікіпедії з'явились більш ніж 400 статей, пов'язаних з пандемією. За рік головну статтю про пандемію в українській Вікіпедії переглянули понад 346 тисяч разів, натомість статтю про перебіг епідемії в Україні переглянули понад 438 тисяч разів, а статтю безпосередньо про коронавірусну хворобу переглянули понад 120 тисяч разів.

## Вікідані
За даними видання «Wired» проєкт «BridgeDb», який опрацьовує біоінформаційні ідентифікатори, створює бази даних картування генів і білків COVID-19 з інформації, наданої сестринським проєктом Вікіпедії Вікідані у рамках співпраці з Вікіданими у вікіпроєкті «COVID-19». Вікіпроєкт «Індія» на Вікіданих створив робочу групу, а також централізовану базу даних із зображенням хронології поширення хвороби на місцевому та загальнодержавному рівні.

## Фонд Вікімедіа
Фонд Вікімедіа, який є некомерційною організацією, що підтримує проєкти руху Вікімедіа, включаючи Вікіпедію, дозволив співробітникам працювати віддалено. Тодішній виконавчий директор фонду Кетрін Мар закликала редакторів і читачів працювати разом, щоб покращити висвітлення у Вікіпедії пандемії COVID-19.

## Додаткова література
- Wikipedia on COVID-19: what we publish and why it matters. The Signpost. English Wikipedia. 29 березня 2020. Архів оригіналу за 23 лютого 2021. Процитовано 9 травня 2022. (англ.)
- Open data and COVID-19: Wikipedia as an informational resource during the pandemic. The Signpost. English Wikipedia. 26 квітня 2020. Архів оригіналу за 27 квітня 2020. Процитовано 9 травня 2022. (англ.)